# 10. Panzergrenadier-Division
La 10. Panzergrenadier-Division (10ª divisione granatieri corazzati) nacque dalla 10. Infanterie-Division (mot.) nel tardo giugno 1943. Venne impiegata esclusivamente al fronte orientale, dove subì pesante perdite nel corso dell'offensiva di Kiev a tal punto da essere spostata in Germania per riorganizzarsi. Tornata al fronte indebolita per lo scioglimento di alcuni suoi reparti, si arrese ai sovietici in Cecoslovacchia alla fine della guerra.
Membri famosi dell'unità furono Christian Lohrey, il più giovane militare insignito della Croce di Cavaliere della Croce di Ferro (ricevuta a 17 anni l'11 marzo 1945) e Ulrich de Maizière, futuro capo di stato maggiore della Bundeswehr dal 1966 al 1972.

## Storia
| Luogo                            | Periodo             |
| Fronte orientale, settore centro | giu - ago 1943      |
| Fronte orientale, settore sud    | ago 1943 - ago 1944 |
| Ritirata per riorganizzarsi      | ago - nov 1944      |
| Fronte orientale, settore centro | nov 1944 - gen 1945 |
| Slesia e Cecoslovacchia          | gen - mag 1945      |

La 10. Panzergrenadier-Division nacque il 26 giugno 1943 in Unione Sovietica dalla riorganizzazione e ridenominazione della 10ª divisione fanteria motorizzata. Subito entrò in azione a Orël inquadrata nel XXXXVII Panzerkorps (XXXXVII corpo corazzato). Ai primi di luglio, in previsione di un suo impiego nella battaglia di Kursk, venne brevemente posta nella riserva, ma non appena iniziò lo scontro venne inviata nel settore nord del fronte, a Obojan', stavolta alle dipendenze del XXXXI Panzerkorps. Sconfitta come il resto della Wehrmacht, in agosto si trovava a Brjansk incorporando il 239. Sturmgeschütz-Abteilung (239º battaglione cannoni d'assalto) quindi, a settembre, si trasferì a Poltava dove fu sottoposta al XXIV Panzerkorps. Ricevuto come rinforzo il Panzer-Abteilung 7 (7º battaglione corazzato), la 10ª Panzergrenadier fronteggiò l'offensiva del basso Dnepr sovietica scontrandosi a Poltava, nella testa di ponte di Kaniv, a Kremenčuk e Kirovograd, continuando i combattimenti fino all'agosto 1944 in Bessarabia, quando venne distrutta dall'Armata Rossa mentre era in linea a Huși con il XXIX Armeekorps (XXIX corpo d'armata).
Mai sciolta, il 15 ottobre venne ricostituita con vecchie unità nei pressi di Cracovia, dove si trovava ancora a novembre con gli organici non del tutto completi. Il 28 del mese il Generalmajor (generale di brigata) Walter Herold, comandante della divisione da settembre, venne ucciso in un'imboscata partigiana presso Bochnia. Gli succedette l'Oberst (colonnello) Alexander Vial, che restò in carica fino al gennaio 1945. In questo mese, ormai ridotta ad un semplice Kampfgruppe (gruppo di combattimento), venne nuovamente annientata a Radom, mentre combatteva agli ordini del XXXXVII Panzerkorps.
Venne ricostituita l'ultima volta il 2 febbraio 1945 a Görlitz (Slesia), agli ordini del Generalmajor Karl-Richard Koßmann che, comunque, si trovava sempre a dirigere una formazione che di fatto non era una vera e propria divisione a causa dei ranghi ridotti. Tornata in seno al XXIV Panzerkorps entrò in linea in Boemia e Moravia dove, a causa dell'intensità dei combattimenti, si ridusse ad avere operativo il solo Panzergrenadier-Regiment 20 (20º reggimento Panzergrenadier). Ciò che restava della 10ª Panzergrenadier si arrese l'8 maggio 1945 alle truppe sovietiche in Boemia. Gli ultimi scontri a fuoco vennero eseguiti sotto l'XI Armeekorps.

## Ordine di battaglia
settembre 1943
- Quartier generale
- Panzer-Abteilung 7 (7º battaglione corazzato)
- Panzergrenadier-Regiment 20 (20º reggimento Panzergrenadier)
- Panzergrenadier-Regiment 41
- Panzer-Aufklärungs-Abteilung 10 (10º battaglione ricognizione corazzato)
- Artillerie-Regiment 10 (10º reggimento artiglieria)
- Panzerjäger Abteilung 10 (10º battaglione cacciacarri)
- Pionier-Bataillon 10 (10º battaglione del genio)
- Nachrichten-Abteilung 10 (10º battaglione comunicazioni)
- Feldersatz Bataillon 10 (10º battaglione rimpiazzi)
- Infanterie-Divisions Nachschubführer 10 (servizi)

Dati tratti da:

## Comandanti
| Nome                 | Grado           | Inizio           | Fine             | Note                                               |
| August Schmidt       | Generalleutnant | 13 giugno 1943   | 2 ottobre 1943   |                                                    |
| Hans Mikosch         | Generalleutnant | 2 ottobre 1943   | 23 dicembre 1943 |                                                    |
| August Schmidt       | Generalleutnant | 23 dicembre 1943 | settembre 1944   |                                                    |
| Walter Herold        | Generalmajor    | settembre 1944   | 28 novembre 1944 | Ucciso in un agguato dai partigiani presso Bochnia |
| Alexander Vial       | Oberst          | 28 novembre 1944 | gennaio 1945     |                                                    |
| Karl-Richard Koßmann | Generalmajor    | gennaio 1945     | 8 maggio 1945    |                                                    |

Dati tratti da: